# Bollesjön
Bollesjön är en sjö i Stenungsunds kommun i Bohuslän och ingår i Göta älv-Bäveåns kustområde. Sjön är 4,4 meter djup, har en yta på 0,012 kvadratkilometer och är belägen 90 meter över havet.